# استینسون دترویتر
استینسون دترویتر (به انگلیسی: Stinson_Detroiter) یک هواگرد ملخ‌پیشین تک‌موتوره از نوع هواگرد چندمنظوره ساخت شرکت Stinson Aircraft Company است. هواگرد استینسون دترویتر نخستین پروازش را در ۲۵ ژانویه ۱۹۲۶ میلادی انجام داد. در مجموع، تعداد ۱۰۰+ فروند از این هواگرد ساخته شده‌است.